# Partit Socialista Pacifista
Partit Socialista Pacifista (neerlandès Pacifistisch Socialistische Partij, PSP) fou un partit polític neerlandès d'esquerra fundat el 27 de gener del 1957 a partir de grups d'activistes que deixaren el Partit del Treball (PvdA), a causa de la intervenció a l'OTAN i per la repressió militar durant la independència d'Indonèsia, i el Partit Comunista a causa del seu estalinisme, el 1955.
Aplegaria marxistes ortodoxos, trotskistes, cristians progressistes, pacifistes i anarquistes, enmig de la guerra freda, la crisi de Suez de 1956 i la intervenció a Hongria, partidaris d'una tercera via. El seu primer cap fou Nico van der Veen, i a les eleccions provincials de 1958 va assolir entrar a l'Assemblea d'Holanda del Nord, i a les eleccions legislatives neerlandeses de 1959 va obtenir 2 escons. Va mostrar-se actiu en l'oposició parlamentària i extraparlamentària a la guerra nuclear i la guerra freda, va organitzar debats sobre l'apartheid i la revolució cubana, i de suport a la independència d'Algèria i d'Irian Jaya. A les eleccions de 1963 va assolir 4 escons, gràcies al suport de comunistes dissidents del CPN i el suport dels anarquistes del grup Provo. A les eleccions de 1967 va mantenir els mateixos resultats.
El 1966 també s'oposaren a la guerra de Vietnam i proposaren republicanisme quan futura reina Beatriu va casar-se amb Claus von Amsberg. Van integrar el Partit Socialista dels Treballadors, escissió dels comunistes, dirigida per Henk Gortzak.
Durant els anys 70 va perdre força a causa dels conflictes interns del partit i la radicalització del Partit del Treball; intentà formalitzar acords amb Demòcrates 66 i el Partit Polític dels Radicals però a les eleccions del 1971 va perdre la meitat dels escons. El nou cap, Bram van der Lek, fou incapaç de recuperar-los a les eleccions de 1972, però es mostrà força actiu en les protestes extraparlamentàries d'ecologistes, okupes, feministes, estudiants i antinuclears.
Patí dues escissions: els trotskistes d'Erik Meijer deixaren el partit el 1974 per a crear Polítiques Socialistes Alternatives, que després ingressaren al Partit Socialista, mentre que alguns moderats marxaren al Partit del Treball. Tot i així, el partit va créixer, encara que a les eleccions de 1977 fou reduït a un escó, a causa de la polarització de l'enfrontament entre Joop den Uyl i Dries van Agt. Nogensmenys, a les eleccions de 1981 augmentà a tres, a causa del seu activisme en la lluita antinuclear, i els va mantenir a les de 1982. Aleshores, començà a col·laborar estretament amb el Partit Polític dels Radicals i els comunistes a les eleccions provincials. A les eleccions europees de 1984 presentaren una llista conjunta Verda Progressista i obtingueren un escó. Quan intentaren ampliar l'aliança a les eleccions legislatives neerlandeses de 1986 esclatà el conflicte intern, i van der Speck deixà el partit per a fundar el Partij voor Socialisme en Ontwapening (Partit pel Socialisme i el Desarmament, PvSO).
A les eleccions de 1986 només va treure un escó. Això el forçà a estretir la col·laboració amb el Partit Polític dels Radicals i el Partit Comunista, i juntament amb membres de sindicats, del moviment antinuclear, artistes i del Partit Popular Evangèlic, organitzaren una llista conjunta per a les eleccions de 1989 dirigida per Ria Beckers amb el nom de GroenLinks, on els membres del partit Kees Vendrik i Ineke van Gent hi van tenir un paper destacat. El nou partit es constituí oficialment el 1991 i tots tres partits s'hi van dissoldre.

## Resultats electorals

### Eleccions legislatives
| Any  | Vots    | %    | Escons  | +/- | Govern   |
| ---- | ------- | ---- | ------- | --- | -------- |
| 1959 | 110,499 | 1.84 | 2 / 150 | Nou | Oposició |
| 1963 | 189,370 | 3.03 | 4 / 150 | 2   | Oposició |
| 1967 | 197,217 | 2.87 | 4 / 150 | =   | Oposició |
| 1971 | 90,752  | 1.44 | 2 / 150 | 2   | Oposició |
| 1972 | 111,262 | 1.50 | 2 / 150 | =   | Oposició |
| 1977 | 77,972  | 0.94 | 1 / 150 | 1   | Oposició |
| 1981 | 184,422 | 2.12 | 3 / 150 | 2   | Oposició |
| 1982 | 187,547 | 2.28 | 3 / 150 | =   | Oposició |
| 1986 | 110,182 | 1.20 | 1 / 150 | 2   | Oposició |

### Eleccions europees
| Any  | Vots                           | %                              | Escons | +/- | Grup |
| ---- | ------------------------------ | ------------------------------ | ------ | --- | ---- |
| 1979 | 97,243                         | 1.72                           | 0 / 25 | Nou | -    |
| 1984 | Dins l'Acord Verd Progressista | Dins l'Acord Verd Progressista | 1 / 25 | 1   | RBW  |
| 1989 | Dins l'Arc de Sant Martí       | Dins l'Arc de Sant Martí       | 1 / 25 | =   | RBW  |